# Droga 4 (Estonia)
Droga krajowa nr 4, nazywana także drogą Tallinn–Parnawa–Ikla (est. Tallinna–Pärnu–Ikla maantee, Põhimaantee 4) – droga krajowa o długości 193 km, przebiegająca przez prowincje: Harjumaa, Raplamaa oraz Parnawa. Trasa łączy stolicę kraju (Tallinn) z Parnawą i granicą estońsko-łotewską. Na całej długości stanowi fragment trasy europejskiej E67. Od Tallinna do Ääsmäe jest dwujezdniową trasą, ale po węźle z drogą krajową nr 9 zwęża się do jednojezdniowej drogi. Obecnie nie ma planów przebudowy całej drogi do standardu autostrady.
Droga między Parnawą a granicą w Ikli przebiega wzdłuż wybrzeża.

## Ważniejsze miejscowości leżące przy 4
- Tallinn (droga nr 1, droga nr 2, droga nr 8)
- Pärnu
- Ikla – granica z Łotwą